# Luizão (atacante)
Luiz Carlos Bombonato Goulart (Rubineia, 14 de novembro de 1975), mais conhecido como Luizão, é um ex-futebolista brasileiro que atuava como centroavante.
Teve passagens por vários dos maiores clubes do Brasil, como Guarani, Paraná, Palmeiras, Vasco da Gama, Corinthians, Botafogo, São Paulo, Santos, Flamengo e Grêmio. Além disso, é o segundo maior artilheiro brasileiro na Copa Libertadores da América, com 29 gols, atrás apenas de Gabigol. Atualmente é o representante do empresário Jorge Mendes no Brasil.
Luizão também atuou pela Seleção Brasileira, tendo, inclusive, participado da conquista do pentacampeonato na Copa do Mundo FIFA de 2002.

## Carreira

### Início
Após se destacar no modesto Chica Ca, time de Santa Fé do Sul, Luizão foi levado às categorias de base do Guarani em 1991. Inicialmente morou nos alojamentos do clube, onde também trabalhava como gandula.
Estreou como profissional em outubro de 1992, numa partida em que Santos e Guarani empataram por 1–1, no Brinco de Ouro. Logo em seguida, porém, acabou sendo emprestado ao Paraná. Luizão conquistou o Campeonato Paranaense de 1993, sendo este o primeiro dos muitos títulos que ainda viriam pela frente. Depois disso, retornou ao Guarani ainda em 1993, onde marcou oito gols em 35 jogos naquele ano.
Já em 1994, foi campeão da Copa São Paulo de Futebol Júnior e se destacou no Paulistão, onde formou dupla de ataque com Amoroso.

### Palmeiras
No final de 1995, Luizão foi contratado pelo Palmeiras, juntamente com o companheiro Djalminha, por US$ 5 milhões.
Estreou em 14 de janeiro de 1996, num amistoso contra a Seleção de Serra Negra, onde marcou cinco gols da goleada por 10–0. Luizão sagrou-se campeão paulista em 1996, quando integrou o ataque daquela histórica equipe palmeirense, que em 30 jogos disputados, terminou o campeonato com mais de 100 gols anotados e apenas uma derrota. Ao lado de Djalminha, Rivaldo e Müller, Luizão formou um grande quarteto ofensivo no Verdão.
Ainda em 1996, participou dos Jogos Olímpicos da Atlanta, quando foi medalhista de bronze.

### Deportivo La Coruña
Em 1997, deixou o Palmeiras e foi jogar no exterior, onde passou a defender o Deportivo La Coruña, da Espanha. Por lá, Luizão conseguiu conquistar somente o título do Troféu Teresa Herrera.

### Vasco da Gama
De volta ao Brasil, Luizão vestiu a camisa de outro grande clube brasileiro, o Vasco da Gama. Conquistou o Campeonato Carioca de 1998 e, ainda naquele mesmo ano, conseguiu sua maior vitória até então, quando o Vasco sagrou-se campeão da Taça Libertadores da América.

### Corinthians
Transferiu-se para o Corinthians no início de 1999, sendo que, logo de cara, acabou sagrando-se, tanto campeão paulista, como campeão brasileiro. Em seu primeiro jogo pelo time paulista no Campeonato Brasileiro, marcou quatro gols em uma única partida, contra o Gama.
Em 2000, conquistou o primeiro Mundial de Clubes da FIFA, realizado no Brasil. Ainda no ano 2000, marcou 15 gols durante a Libertadores da América, tornando-se o artilheiro desta edição.
Antes de deixar o Corinthians, em 2002, Luizão ainda conseguiu vencer mais um Campeonato Paulista, o de 2001. Ainda neste período, o atacante foi convocado para a última partida das eliminatórias da Copa do Mundo FIFA de 2002. Naquele jogo, contra a Venezuela, o Brasil precisava da vitória para se classificar para o Mundial. Não decepcionando a torcida, Luizão marcou os dois primeiros gols da vitória brasileira, por 3–0, garantindo o Brasil na Copa do Mundo.

### Grêmio
Herói da classificação do Brasil para a Copa do Mundo de 2002, ao marcar dois gols na vitória por 3–0 sobre a Venezuela, o centroavante acertou com o Grêmio em março daquele ano, após deixar o Corinthians. O objetivo de Luizão era manter a forma para estar em condições de atuar no Mundial pela Seleção. No entanto, disputou apenas seis partidas pelo Tricolor Gaúcho e anotou um gol.
Após a conquista do penta, o centroavante não se apresentou a um treino no Estádio Olímpico e acabou desligado do clube gaúcho. Ainda declarou que "usou o Grêmio para ir à Copa, mas também destacou que o clube se aproveitou do seu futebol".

### Hertha Berlim
Luizão retornou à Europa depois da Copa do Mundo, sendo contratado pelo Hertha Berlim, da Alemanha. No entanto, não firmou-se na equipe e pouco jogou, sendo figura constante do banco de reservas. Ficou dois anos seguidos na Alemanha, mas não conseguiu nenhum título.

### Botafogo
Voltou ao Brasil em março de 2004, contratado pelo Botafogo, quando ajudou a equipe a fugir do rebaixamento. Após uma lesão, veio a rescindir, amigavelmente, seu contrato com o clube carioca.

### São Paulo, Nagoya Grampus e Santos
No ano seguinte, mudou-se para o São Paulo, onde conquistou, mais uma vez, os títulos do Campeonato Paulista e da Libertadores da América.
Em julho de 2005, trocou o São Paulo pelo Nagoya Grampus, do Japão. Contudo, não aguentou ficar muito tempo por lá e, apenas dois meses mais tarde, retornou ao Brasil para jogar pelo Santos.
Contratado pelo Peixe em setembro de 2005, por cerca de 1,5 milhão de dólares, realizou apenas cinco jogos pelo clube e foi dispensado em janeiro de 2006.

### Flamengo
No início de 2006, ainda em alta, devido ao bom rendimento no primeiro semestre do ano anterior, quando estava no São Paulo, Luizão acabou sendo contratado pelo Flamengo no dia 31 de janeiro. No entanto, durante os 10 meses em que permaneceu na Gávea, o atacante teve de conviver com sucessivas lesões que o deixaram de fora de muitos jogos. Mesmo assim, Luizão foi decisivo nas vezes em que entrou em campo com a camisa rubro-negra, tendo participado, inclusive, da vitoriosa campanha do Flamengo na Copa do Brasil. No total pelo clube, foram 24 jogos e 10 gols.

### São Caetano
No dia 17 de julho de 2007, assinou com o São Caetano. Permaneceu até abril do ano seguinte, quando teve seu contrato rescindido com o clube.

### Últimos anos
Em 2009, assinou contrato com o Guaratinguetá.
Já em 2010, foi anunciado pelo Rio Branco, mas não chegou a atuar em nenhuma partida e logo depois se aposentou.

## Vida pessoal
Iniciou a carreira de empresário no ano de 2010, estando diretamente envolvido na negociação do meia Deco com o Fluminense.

## Títulos
Guarani
- Copa São Paulo de Futebol Júnior: 1994

Paraná
- Campeonato Paranaense: 1993

Palmeiras
- Campeonato Paulista: 1996

Vasco da Gama
- Taça Guanabara: 1998
- Taça Rio: 1998 e 1999
- Campeonato Carioca: 1998
- Copa Libertadores da América: 1998
- Torneio Rio–São Paulo: 1999

Corinthians
- Campeonato Paulista: 2001
- Campeonato Brasileiro: 1999
- Campeonato Mundial de Clubes da FIFA: 2000

São Paulo
- Campeonato Paulista: 2005
- Copa Libertadores da América: 2005

Flamengo
- Copa do Brasil: 2006[33]

Seleção Brasileira
- Copa do Mundo FIFA: 2002[42]

### Prêmios individuais
- Bola de Prata da revista Placar: 1994
- Jogador do Ano: melhor jogador do Vasco na temporada 1998

### Artilharias
- Copa do Brasil: 1996 (8 gols)
- Copa Libertadores da América: 2000 (15 gols)

### Recordes e marcas
- Maior artilheiro do Corinthians na Libertadores: 15 gols[43]
- Maior artilheiro do Vasco na Libertadores: 8 gols[44]
- Brasileiro com mais gols em uma edição da Libertadores: 15 gols em 2000[19]